# Assedio alla basilica della Natività
L'assedio alla basilica della Natività avvenne a Betlemme dal 2 aprile al 10 maggio 2002 durante la cosiddetta seconda intifada. Nell'ambito dell'Operazione Scudo difensivo, le Forze di Difesa Israeliane occuparono Betlemme e tentarono la cattura di alcuni militanti palestinesi ricercati, decine dei quali si rifugiarono nella basilica della Natività. Dopo 39 giorni fu raggiunto un accordo con i militanti che furono condotti in Israele e quindi esiliati in Europa e nella Striscia di Gaza.

## Antefatti
L'IDF si aspettava che le operazioni a Betlemme sarebbero state relativamente semplici, dopo che la regolare Brigata Paracadutisti aveva svolto delle incursioni nella città diverse volte durante i mesi precedenti. La missione fu affidata ad una brigata di fanteria, la brigata gerusalemita, sotto il comando del colonnello Rami Tzur-Hacham. Era già accaduto che durante la precedente missione dell'IDF nella città alcune persone ricercate avessero trovato rifugio nella basilica. In questa occasione un contingente dell'Unità di Shaldag era stato inviato a bloccare l'entrata al sito.
Le truppe entrarono in città e si scontrarono con una disorganizzata resistenza palestinese. Gli elicotteri dell'aviazione israeliana arrivarono con mezz'ora di ritardo. Quando i soldati giunsero a terra, i ricercati erano già all'interno della chiesa. Decine di miliziani appartenenti agli schieramenti di Hamas, di Fatah del Movimento per il Jihad Islamico in Palestina del Fronte Popolare per la Liberazione della Palestina e gli uomini delle forze di sicurezza palestinesi si rifugiarono nella chiesa insieme con quaranta monaci e decine di altri palestinesi arrivati nel sito per diversi motivi. In totale, circa 220 uomini erano all'interno del monumento. Tra loro c'erano il governatore di Betlemme, Muhammad al-Madani, e Abdullah Daoud, il capo dell'intelligence palestinese a Betlemme.

## L'assedio
Il 3 aprile l'IDF schierò alcuni carri armati vicino a piazza della Mangiatoia, di fronte alla chiesa, e le truppe presero posizione sugli edifici circostanti. Il governo israeliano affermò di considerare deplorevole la presenza di uomini armati all'interno di luoghi sacri e che i miliziani avevano sparato contro le truppe israeliane dalla chiesa. Il portavoce dell'IDF, il generale di brigata Ron Kitri, dichiarò: "È complicato perché la Basilica è un luogo sacro e non vogliamo usare munizioni letali. Esistono diversi canali di negoziazione per cercare di raggiungere il più presto possibile una soluzione pacifica". Michel Sabbah, patriarca latino di Gerusalemme e capo della Chiesa cattolica nella regione, affermò che era stato concesso rifugio a uomini armati, e che "la basilica è un luogo di rifugio per tutti, anche per i combattenti, a patto che essi depongano le armi. Abbiamo l'obbligo di dare asilo sia ai palestinesi che agli israeliani". L'IDF posizionò il suo quartier generale in un centro congressi palestinese denominato "Peace Center".
I guerriglieri palestinesi furono divisi in sei gruppi, sulla base del movimento al quale erano affiliati. Mantennero contatto con il mondo esterno tramite i telefoni cellulari. Dormirono sul pavimento della chiesa e nelle stanze dei monaci. I servizi igienici si ruppero diverse volte a causa della mancata fornitura d'acqua. Un incendio scoppiò vicino alla chiesa. L'IDF affermò che esso era stato appiccato dai palestinesi e che questi avevano aperto il fuoco da un campanile, ferendo due guardie di frontiera israeliane di sentinella su un tetto vicino. Un ufficiale israeliano affermò che i suoi soldati avevano risposto al fuoco e una granata fumogena aveva appiccato l'incendio al secondo piano di una sala riunioni che si affaccia sulla basilica di Santa Caterina, adiacente alla chiesa della Natività. Un militante palestinese fu dichiarato morto.
Il 7 aprile il Vaticano esortò Israele a rispettare i luoghi di culto, in accordo con i suoi obblighi internazionali. Il portavoce Joaquin Navarro-Valls affermò che il Vaticano stava seguendo gli eventi "con estrema apprensione". Un portavoce dei preti cattolici in Terra Santa accusò i soldati israeliani di commettere "atti di una barbarie indescrivibile". Il papa esortò la gente a pregare per la pace in Medio Oriente e affermò che le violenze avevano raggiunto un livello "impensabile e intollerabile". Il primo ministro israeliano, Ariel Sharon, affermò che i soldati israeliani non "profanano la santità del luogo, come fanno i palestinesi". Aggiunse inoltre che le truppe sarebbero rimaste sul posto fino a quando i guerriglieri all'interno non fossero stati catturati. Il ministro britannico del Foreign Office Ben Bradshaw descrisse le azioni di Israele nella zona come "totalmente inaccettabili".
Il 16 aprile avvenne il più feroce scontro a fuoco vicino alla chiesa dall'inizio dell'assedio. Un uomo fu ferito allo stomaco e un altro subì un attacco di epilessia. Entrambi furono evacuati verso un vicino ospedale. Due turisti giapponesi entrarono per errore nel perimetro della chiesa, e furono portati al sicuro dai giornalisti. Un sedicenne palestinese, Jihad Abu-Qamil, fuggì dalla chiesa e si consegnò nelle mani dell'IDF.

## I negoziati

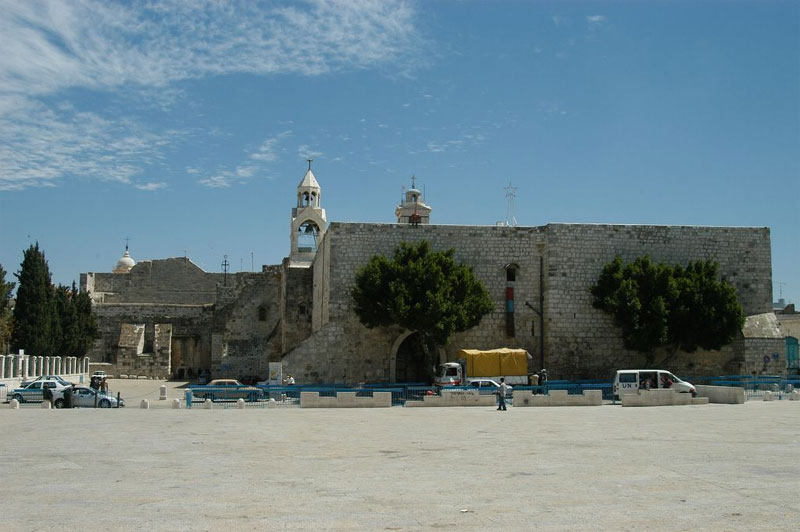
La basilica della Natività a Betlemme

Il 20 aprile, la Chiesa greco-ortodossa invitò i cristiani di tutto il mondo a consacrare la domenica successiva come "giorno di solidarietà" per le persone nella chiesa e per la chiesa stessa, e chiese un intervento immediato per fermare quelle che riteneva essere misure inumane contro le persone e la chiesa. Invitò inoltre cristiani, musulmani ed ebrei a raccogliersi presso l'ingresso principale di Betlemme e marciare verso la Chiesa.
Il 23 aprile iniziarono presso il Peace Center i negoziati per porre fine all'assedio. I negoziati furono mediati dal rappresentante dell'arcivescovo di Canterbury a Betlemme, Canon Andrew White. Gli israeliani misero i negoziati nelle mani del colonnello Lior Lotan, avvocato di professione. In un primo momento, Yasser Arafat nominò Salah Tamari a capo del team di negoziazione. Tamari rigettò le richieste di Israele di consegnare un elenco dei militanti assediati, ma poi si scoprì che Arafat aveva dato un ordine contraddittorio a Daoud. Arafat nominò anche un altro team di negoziazione, guidato da Mohammad Rashid.
Dopo due giorni di negoziati, i palestinesi si dichiararono disposti a discutere di una possibile espulsione dei militanti nella chiesa verso quello che un alto funzionario chiamò un "paese straniero amico". Il giorno dopo quattro militanti palestinesi si arresero dopo una sparatoria in cui furono feriti due connazionali. Il 30 aprile alcuni funzionari israeliani affermarono che almeno trenta persone sarebbero presto uscire dalla chiesa. Israele dichiarò di volere condurre i militari palestinesi all'interno di Israele, o in alternativa mandarli in esilio. I palestinesi chiesero che gli uomini fossero condotto nella Striscia di Gaza e che gli altri passassero sotto il controllo dell'Autorità palestinese per il processo.
Il 1º maggio 26 persone uscirono dalla chiesa. Olivier Rafowicz, un portavoce dell'IDF, disse che uno di loro era un alto funzionario della sicurezza palestinese. Esso fu portato via per essere interrogato. Il 2 maggio, dieci attivisti internazionali, compresi alcuni membri dell'International Solidarity Movement, ebbero successo nel loro tentativo di aggirare i soldati ed entrare in chiesa, dove annunciarono che sarebbero rimasti fino a quando l'IDF non avesse tolto l'assedio. Il giorno dopo, un altro gruppo di attivisti internazionali consegnò cibo e acqua, che scarseggiavano all'interno della basilica. Il 5 maggio arrivarono sul posto diplomatici britannici e americani. Fu suggerito di esiliare una decina di militanti in Giordania. Nel frattempo, l'esercito israeliano disse di aver trovato una grande quantità di esplosivo in un appartamento a circa 200 metri dalla chiesa. Tra i sei e gli otto soldati sarebbero dovuti essere esiliati in Italia, mentre altri quaranta sarebbero stati inviati a Gaza. I rimanenti sarebbero stati liberati. L'accordo fallì l'8 maggio, dopo che l'Italia rifiutò di accettare tredici militanti. Il governo italiano affermò di non aver ricevuto alcuna richiesta formale di asilo.
Il 9 maggio fu concordato che 26 militari sarebbero stati mandati nella Striscia di Gaza, ottantacinque civili sarebbero stati controllati dalle forze di difesa israeliane e poi rilasciati e i tredici più ricercati, tra cui Daoud, sarebbero rimasti in chiesa, controllati da un funzionario dell'Unione europea, fino a che non fossero stati trasferiti in Italia e in Spagna, dopo che questi paesi accettarono di accoglierli all'interno del proprio territorio. Al-Madani fu il primo ad uscire dalla chiesa.

## Conseguenze
Il 10 maggio i tredici uomini ancora all'interno della chiesa furono raggiunti da Sherard Cowper-Coles, ambasciatore britannico a Israele, con trenta membri della Royal Military Police e un medico donna della RAF. I palestinesi consegnarono le armi all'esercito israeliano dietro una tenda per evitare le macchine fotografiche dei giornalisti. Non fu permesso loro di salutare le famiglie prima di essere mandati in esilio.
La polizia antisommossa israeliana riferì di aver trovato 40 ordigni esplosivi lasciati all'interno della chiesa da parte dei palestinesi. Inoltre, padre Nicola, un frate francescano proveniente dal Messico, riferì che i palestinesi avevano rubato icone, candelabri, candele e libri: "tutte cose guardate come l'oro". Alcuni di questi oggetti furono restituiti. Nel parcheggio sotto il Peace Center, i soldati israeliani causarono pesanti danni a decine di automobili. I soldati inoltre vandalizzarono l'ufficio di Arafat nel palazzo presidenziale della città. L'ICOMOS stimò il danno a un totale di 1,4 milioni di dollari. I danni diretti al complesso della chiesa causati dai proiettili e dal fuoco furono stimati a un totale di circa 77 000 dollari.